# Diego Doncel
Diego Doncel Manzano (Malpartida de Cáceres, Cáceres, 1964)  es un poeta, novelista y crítico español.

## Biografía
En 1990, Diego Doncel ganó el premio Adonais con su poemario El único umbral. Desde entonces no ha dejado de escribir, siendo autor de tres novelas y cuatro libros de poesía más. En 2012 recibió el Premio Café Gijón de novela por Amantes en el tiempo de la infamia
Es cofundador de la revista hispano-lusa Espaço/Espacio escrito y es colaborador habitual en la prensa escrita. También fue el director de la colección "Los solitarios y sus amigos" de la editorial Calambur. Ha dirigido cursos para distintas instituciones culturales como Círculo de Lectores, Círculo de Bellas Artes ( Madrid) y ha dado conferencias y lecturas en España, Europa y EE. UU.

## Obra poética
- El único umbral. España: Rialp (Premio Adonais), 1990. ISBN 978-84-321-2728-1. 2ª ed. Ediciones Vitruvio.
- Una sombra que pasa. España: Tusquets (Nuevos Textos Sagrados), 1998. ISBN 978-84-7223-965-4.
- En ningún paraíso. España: Visor, 2005. ISBN 978-84-7522-782-5.
- Porno ficción. España: DVD, 2011.
- Territorios bajo vigilacia. Poesía reunida. España: Visor, 2015.
- El fin del mundo en las televisiones. España: Visor, 2015. Premio Triflos de Poesía.
- La fragilidad. España: Visor, 2021. XXXIII Premio Loewe.

## Obra narrativa
- El ángulo de los secretos femeninos. España: Mondadori, 2003. ISBN 978-84-397-1015-8.
- Mujeres que dicen adiós con la mano. España: DVD, 2010.
- Amantes en el tiempo de la infamia. España: Siruela, 2013.

## Reseñas
Sobre su obra narrativa, cabe destacar el artículo del escritor Juan Goytisolo en El País, titulado Menos que nada sobre su novela Mujeres que dicen adiós con la mano, elegida como una de las novelas del año por varios periódicos como Público o El País.
Sobre su obra poética, y en concreto sobre En ningún paraíso, Vicente Luis Mora escribió una reseña («Poesía mutante») que significó el inicio de una nueva corriente en la poesía española. Una corriente donde lo urbano y una nueva vanguardia se abren paso frente al conservadurismo y el costumbrismo figurativo de la generación anterior. Esta nueva corriente se define porque tiene en cuenta la nueva realidad creada a principios del siglo XXI: tecnología, vida en las ciudades, publicidad, televisión... Es, en cualquier caso, una sensibilidad que tiene que ver con el futurismo, con el posmodernismo estadounidense, con el dadá, con el camp y el pop de los años sesenta, y también con las neovanguardias de esos años. Pero que continúa prestando atención a la realidad sin dejarse arrastrar a mundos imaginarios.
En 2011 publicó su libro Porno ficción que ha sido saludado por la crítica como uno de los más importantes y originales de la reciente poesía española, y donde se combina sexo, ciencia ficción, realidad urbana, y donde se abre paso un interesante mundo de lo soñado que tiene que ver con un universo onírico. Otra característica del libro es su dimensión moral, no exactamente política, que reflexiona sobre el devenir de la sociedad presente y que tuvo una notable incidencia durante las manifestaciones del 15 de mayo.

## Premios literarios
- 1990: Premio Adonais.
- 2003: accésit Premio Jaime Gil de Biedma
- 2010: Premio Ciudad de Burgos
- 2012: Premio Café Gijón
- 2014: Premio Tiflos
- 2020: Premio Loewe
- 2021: Premio de la Crítica de Madrid

- Datos: Q5406049